# EBSCOhost
EBSCOhost es una base de datos de información científica  sobre medicina, física, química, economía, educación y otros campos. Es propiedad de la compañía EBSCO Publishing que, a su vez, es una subsidiaria de EBSCO Industries. 
Su sistema de búsqueda de información científica está basado en una aplicación informática accesible vía Web, que suministra el texto completo y/o resúmenes de artículos de revistas científicas, libros de referencia y otros tipos de publicaciones de un variado conjunto de disciplinas, actualizados periódicamente. 
Esta aplicación presenta una interfaz en línea por la que es posible acceder a otras bases de datos públicas y privadas en facultades, universidades, bibliotecas, escuelas, instituciones médicas, organismos del gobierno y corporaciones. 

## Sistema de acceso
A través de su página web es posible realizar búsquedas por autor, título, tema, materia, revista o por el tesauro, una relación alfabética de
términos relacionados jerárquicamente, que facilita la clasificación y búsqueda de la información. Para acceder a este servicio hay que abonar una suscripción periódica.

## Bases de datos accesibles

### Academic Search Complete o Academic Search Premier
Base de datos académica multidisciplinar que recoge el texto completo de 4.700 publicaciones académicas, desde 1975. Un 80% de las mismas son publicaciones arbitradas. Se actualiza diariamente.

### Business Source Complete o Business Source Premier
Base de datos de texto completo, especializada en economía y negocios, con casi 8000 fuentes sobre todas las áreas de las
ciencias económicas y administrativas. Su archivo retrospectivo recoge artículos de muchas de publicaciones que a veces se remontan a
1922.

### MEDLINE con texto completo
Contiene el texto completo de más de 1.200 publicaciones médicas, desde 1965, las más consultadas en el índice Medline y sin limitación para su divulgación.

### Eric
Contiene más de 2200 resúmenes con referencias para información adicional y citas de unas 1000 revistas educativas y de campos relacionados, desde 1966.

### Inspec
Servicio de información bibliográfica que facilita acceso a más de 3.500 revistas científicas y técnicas de física aplicada e ingeniería: ingeniería eléctrica, electrónica, comunicación, ingeniería de control, computación y tecnología de la información. En sus índices también aparecen investigaciones presentadas en congresos y otro tipo de publicaciones.

### Econlit
Dispone de referencias bibliográficas y resúmenes de artículos de revistas, monografías y libros sobre economía, empresas y ciencias sociales desde 1979.

### Otras bases
SPORTDiscus (sobre Medicina deportiva), MasterFILE Premier, Points of View Reference Center y Literary Reference Center.

### Bases de datos en español

#### MedicLatina
Recopilación de unas 150 revistas de investigación médica publicadas por editores latinoamericanos, a las que es posible acceder para ver el texto completo.

#### Fuente académica
Facilita información en texto completo (incluyendo archivos en formato PDF) de más de 200 revistas académicas en español, tanto de Latinoamérica como de España.